# Кемна (компанія)
Кемна (нім. J.Kemna – Breslau) – німецький завод у Бреслау (Вроцлаві) з виробництва дорожніх котків, парових плугів і тракторів до 1945 року.  

## Історичний огляд

Трактори Кемна на виставці сільськогосподарської техніки у Нюрнберзі, 1919 рік

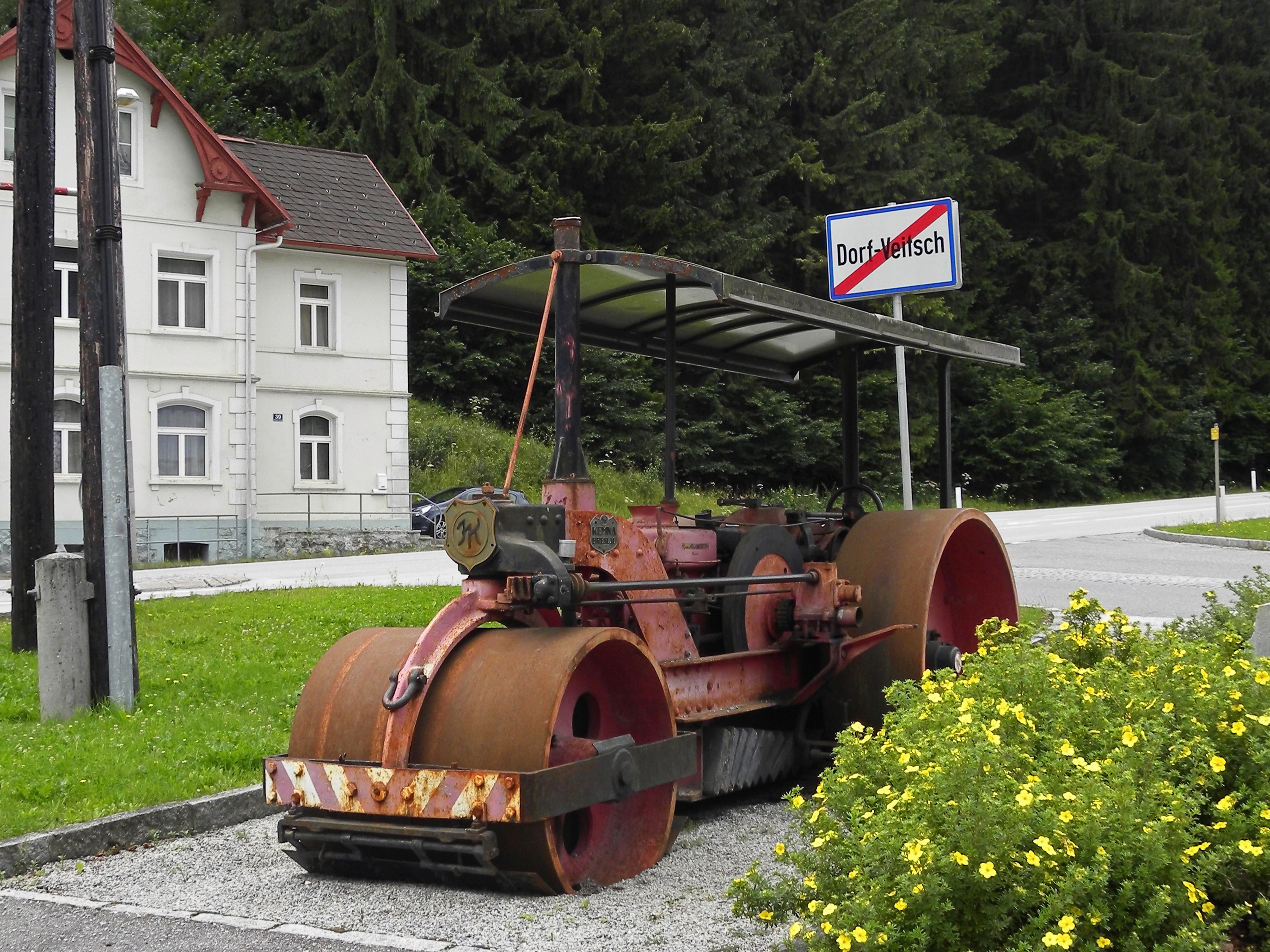
Дорожній коток Кемна

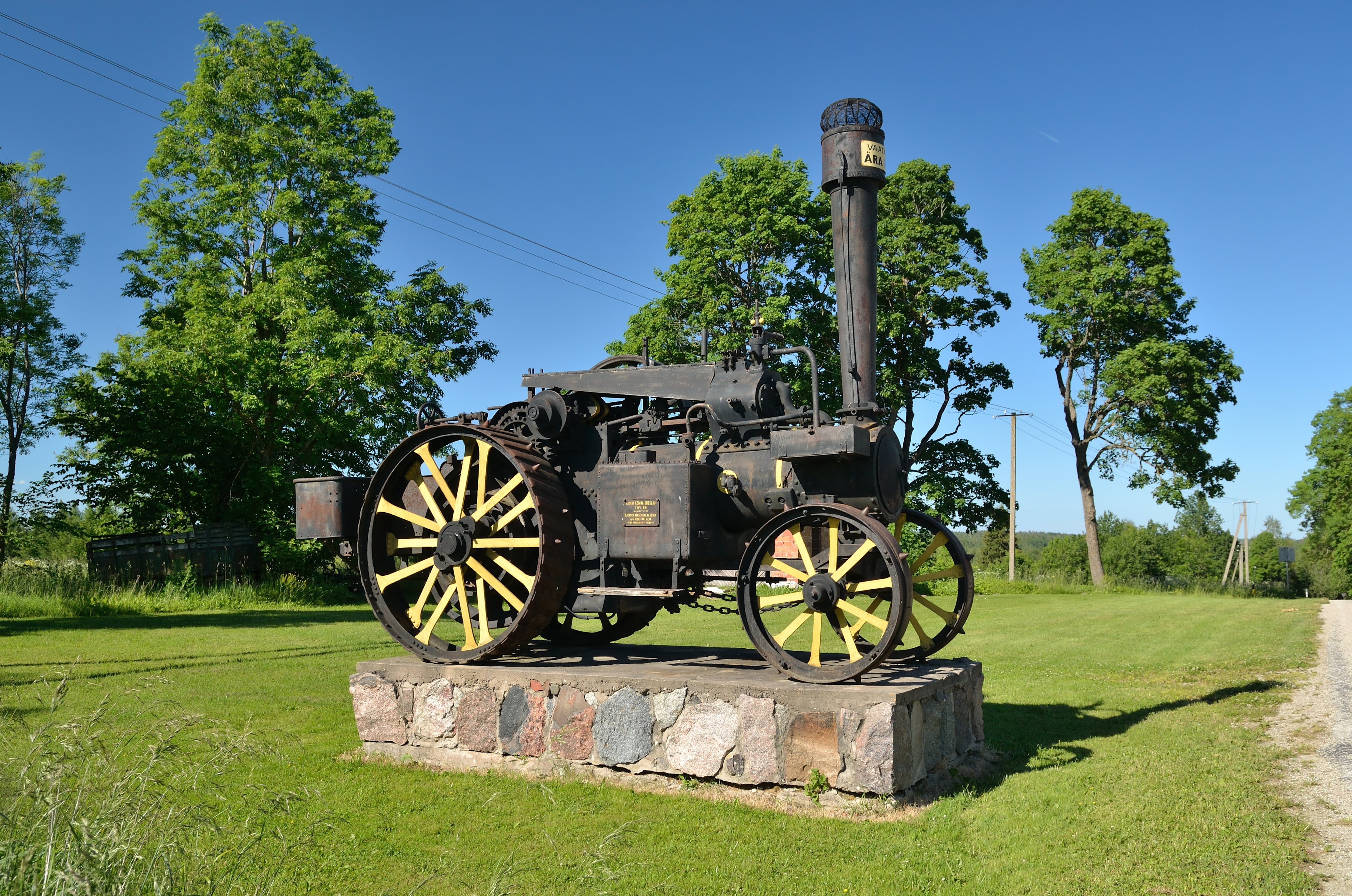
Трактор EM

Засновник компанії Юліус Кемна (1837-1898) був родом з Вупперталь. Походив з фермерської родини. 1867 року заснував власну компанію з виробництва сільськогосподарської техніки у Бреслау, столиці Сілезії до 1945 року. Він спочатку співпрацював з англійським інженером Джоном Фаулером. Зрозумівши переваги парової машини, розпочав виробництво власних локомобілів з паровим двигуном. 1908 року завод випустив парову машину з плугом, двома балонами високого тиску і пароперегрівачем. Німеччина стала другою після Великої Британії країною, яка випускала подібну техніку. За станом на 1925 рік у Німеччині налічувалось близько 1600 парових плугів. Під маркою  «Wratislawia»  були також парові молотарки. 
Під час Першої світової війни продукція підприємства була переорієнтована на потреби армії.
1919 року з’являється паровий трактор, який був здатний «перевозити 300-400 центнерів на дальність до 30 км зі швидкістю від 5 до 10 км/год.»
Машин Кемна залишилось з кілька десятків. Вони знаходяться в музеях Зінсгайма, Берліна і Шреняве, у селі Файч у Штирії (Австрія), Великій Британії, Латвії, а також у селі Верхньогарасимівці Луганської області (Україна).
Після Першої світової війни з конвеєрів Кемна зійшли трактори і дорожні котки з двигунами внутрішнього згоряння. Останні стали відомими у всій Європі. 
Після смерті батька компанією став керувати його син Еріх Кемна, який зосередився на виробництві дорожніх котків. 
Після Другої світової війни територія Сілезії відійшла до Польщі, а повністю зруйнований завод був відновлений під назвою «FADROMA Wroclaw». 
Німецька фірма Кемна функціонує у Піннебурзі під Гамбургом.

## Парова машина Кемна у Верхньогарасимівці
В Україні, імовірно, зберігся єдиний трактор Кемна. 
2006 року у Верхньогарасимівці Луганської області шукачі брухту у шарі породи викопали німецьку парову машину, яку придбав ще на початку XX ст. іноземний підприємець для розробки корисних копалин. Відреставрований локомобіль установили перед сільрадою.